# Xanthorhoe alticola
Xanthorhoe alticola là một loài bướm đêm trong họ Geometridae.